# Giacimento di gas naturale di Zohr
Il giacimento di gas naturale di Zohr è un enorme giacimento di gas naturale offshore situato nelle acque territoriali egiziane del Mar Mediterraneo. Il giacimento, scoperto nel 2015, appartiene alla società italiana Eni ed è considerato la più grande riserva di gas naturale del Mediterraneo con riserve stimate in 850 miliardi di m3.